# Уральська сільська рада (Кугарчинський район)
Ура́льська сільська рада (рос. Максютовский сельский совет) — муніципальне утворення у складі Кугарчинського району Башкортостану, Росія. Адміністративний центр — присілок Бікбулатово.

## Населення
Населення — 421 особа (2019, 508 в 2010, 620 в 2002).

## Склад
До складу поселення входять такі населені пункти:
| Населений пункт       | Населення, осіб (2002) | Населення, осіб (2010) |
| --------------------- | ---------------------- | ---------------------- |
| Бікбулатово, присілок | 594                    | 497                    |
| Сюрень, хутір         | 26                     | 11                     |